# Gagarinia mniszechii
Gagarinia mniszechii är en skalbaggsart som först beskrevs av Chabrillac 1857.  Gagarinia mniszechii ingår i släktet Gagarinia och familjen långhorningar. Inga underarter finns listade i Catalogue of Life.